# Pimus salemensis
Pimus salemensis är en spindelart som beskrevs av Robin Ernest Leech 1972. Pimus salemensis ingår i släktet Pimus och familjen mörkerspindlar. Inga underarter finns listade i Catalogue of Life.